# Francesco Manca
| (9111) Matarazzo | 28. Januar 1997    | [1] |
| (9115) Battisti | 27. Februar 1997   | [1] |
| (9796) Robotti | 19. April 1996     | [2] |
| (10387) Bepicolombo | 18. Oktober 1996   | [1] |
| (10605) Guidoni | 3. November 1996   | [3] |
| (10606) Crocco | 3. November 1996   | [3] |
| (11652) Johnbrownlee | 7. Februar 1997    | [1] |
| (12405) Nespoli | 15. September 1995 | [3] |
| (18542) Broglio | 29. Dezember 1996  | [4] |
| (18556) Battiato | 7. Februar 1997    | [1] |
| (19318) Somanah | 2. Dezember 1996   | [5] |
| (21289) Giacomel | 3. November 1996   | [3] |
| (26197) Bormio | 31. März 1997      | [1] |
| (27855) Giorgilli | 4. Januar 1995     | [4] |
| (32944) Gussalli | 19. November 1995  | [1] |
| (35334) Yarkovsky | 31. März 1997      | [1] |
| (37022) Robertovittori | 22. Oktober 2000   | [6] |
| (39734) Marchiori | 14. Dezember 1996  | [2] |
| (43956) Elidoro | 31. März 1997      | [1] |
| (43957) Invernizzi | 7. Februar 1997    | [1] |
| (48643) Allen-Beach | 20. Oktober 1995   | [1] |
| (59087) Maccacaro | 15. November 1998  | [1] |
| (69961) Millosevich | 15. November 1998  | [1] |
| (79847) 1998 XY2 | 7. Dezember 1998   | [4] |
| (96583) 1998 VG34 | 15. November 1998  | [1] |
| (100641) 1997 VO4 | 3. November 1997   | [3] |
| - [1] mit Piero Sicoli - [2] mit Paolo Chiavenna - [3] mit Valter Giuliani - [4] mit Augusto Testa - [5] mit Marco Cavagna - [6] mit Graziano Ventre |                    |     |

Francesco Manca (* 1966 in Mailand) ist ein italienischer Astronom und Asteroidenentdecker beim Osservatorio Astronomico Sormano  (IAU-Code 587) mit Erfahrung  in der Observation und Suche von near-earth Objekten (NEO) bei professionellen Sternwarten in Arizona. Die nicht observative Tätigkeit ist auch die
Berechnung der Annäherung an die Erde von Asteroiden und Kometen, verbunden mit dem Jet Propulsion Laboratory NASA, welches  hauptsächlich die NEOs studiert und ihre Umlaufbahnen identifiziert. Manca
ist Mitglied von SIMCA (Società Italiana di Meccanica Celeste e Astrodinamica) und Spaceguard Foundation  und schreibt Artikel für Fachzeitschriften. Seine Berufstätigkeit ist den Messsystemen gewidmet, welche  sowie für eine präzise Positionierung auf den großen optischen Teleskopen oder Radioteleskopen wie VLT Very Large Telescope, ALMA Atacama Large Millimeter Array, E-ELT European Extremely Large Telescope, ASTRI (Astrophysik mit Spiegeln bis Technologie Replicant Italienisch),NEOSTEL (Fly Eye telescope for ESA), DAG (Turkish for Eastern Anatolia Observatory) und LBT Large Binocular Telescope installiert  werden, als auch in Applikationen im All verwendet werden.
Der Asteroid (15460) Manca wurde nach ihm benannt.

## Publikationen
- mit P. Sicoli: Asteroid and Planet Close Encounters. In: Minor Planet Bulletin. 1999.
- mit P. Sicoli: Monitoring Hazardous Objects. In: Proceedings of the Third Italian Meeting of Planetary Science. 2000.
- mit P. Sicoli: Planetary Close Encounters. In: Proceedings of the Fourth Italian Meeting of Planetary Science. 2002.
- mit  A. Testa und M. Carpino: Minor planet recovery: analysis and verification of data obtained by OrbFit and Edipo software. In: Proceedings of the Fifth Italian Meeting of Planetary Science. 2003.
- mit P. Sicoli und A. Testa: Identification of asteroids and comets: methods and results. In: Proceedings of the X National Conference on Planetary Science. 2011.
- mit A. Testa: Identification of asteroids and comets: update on methods and results. In: Proceedings of the XI National Conference on Planetary Science. 2013
- mit P. Sicoli und A. Testa:  Close encounters among asteroids, comets, Earth-Moon system and inner planets: the cases of (99942) Apophis and Comet C/2013 A1. In: Proceedings of the XII Italian national workshop of planetary sciences. 2015
- mit M. Di Martino: (WMT) Wide-field Mufara Telescope. In: Presentation at XIV Italian Meeting of Planetary Science. 2018
- mit D. Gallieni: TANDEM: a new SST station at INAF-OAS Loiano Observatory In: Presentation at 75th International Astronautical Congress (IAC) 2024

## Quelle
- Lutz D. Schmadel: Dictionary of Minor Planet Names. 5. Auflage. Springer, Berlin 2003, ISBN 3-540-00238-3 (engl.) (Voransicht bei Google Book Search)
- Sormano Astronomical Observatory: Internal reports, scientific papers and broadcast interview (englisch)
- Publication excerpt from ADS (The SAO/NASA Astrophysics Data System)

| Personendaten    | Personendaten          |
| ---------------- | ---------------------- |
| NAME             | Manca, Francesco       |
| KURZBESCHREIBUNG | italienischer Astronom |
| GEBURTSDATUM     | 1966                   |
| GEBURTSORT       | Mailand                |